# سونيا بومباستور
سونيا بومباستور (من مواليد 8 يونيو 1980) هي مدربة كرة قدم فرنسية ولاعبة كرة قدم سابقة ومدربة نادي تشيلسي للسيدات لكرة القدم في الدوري السوبر للسيدات. هي أول شخص يفوز قي دوري أبطال أوروبا للسيدات كلاعبة ومديرة فنية، وتعتبر على نطاق واسع واحدة من أفضل لاعبات كرة القدم في تاريخ فرنسا.
كانت بومباستور لاعبة خط وسط لاعب وسط وتفضل اللعب على الجانب الأيسر؛ لذا لعبت في مركز الظهير الأيسر. فازت مرتين بجائزة أفضل لاعبة في العام من الاتحاد الوطني للاعبي كرة القدم المحترفين، وبعد انتقالها إلى دوري كرة القدم المحترفة للسيدات في الولايات المتحدة، حصلت على لقب لاعبة الشهر وجائزة أفضل لاعبة في مباراة كل النجوم.
بدأت بومباستور مسيرتها الكروية مع نادي يو إس مير عام 1988. وفي عام 1992، انضمت إلى نادي يو إس ثوري. وفي العام نفسه، اختيرت للانضمام إلى أكاديمية كليرفونتين المعترف بها وطنيًا، حيث انضمت إلى نخبة من اللاعبات. بعد فترة عملها في كليرفونتين، انضمت إلى نادي تورز إي سي، في عام 2000، انضمت إلى نادي فيندي لاروش سور يون، بعد تألقها انتقلت إلى نادي مونبلييه للسيدات معه حققت ألقابًا محلية وفردية، مما أدى إلى انتقالها إلى نادي ليون
. في عام 2008، انضمت إلى دوري كرة القدم النسائي في الولايات المتحدة، وهو دوري كرة القدم النسائي المحترف، بعد أن تم اختيار حقوق لعبها الأمريكية من قبل فريق واشنطن فريدوم في مسودة دوري كرة القدم النسائي الدولي لعام 2008. بعد مساعدة فريق فريدوم في الوصول إلى التصفيات، عادت بومباستور إلى فرنسا حيث لعبت مع نادي باريس سان جيرمان على سبيل الإعارة. في عام 2010، أعلنت عودتها إلى ليون في موسم 2010-11، وكانت جزءًا من الفريق الذي فاز في دوري أبطال أوروبا للسيدات 2010-11.
مثلت بومباستور في منتخب فرنسا الوطني لكرة القدم للسيدات. لعبت مع منتخب فرنسا تحت 18 عامًا في بطولة أوروبا للسيدات تحت 18 عامًا 1998. ظهرت لأول مرة على المستوى الدولي في فبراير 2000 في مباراة ودية ضد منتخب منتخب إسكتلندا لكرة القدم للسيدات. من عام 2004 إلى عام 2006، شغلت منصب قائدة المنتخب الوطني. شاركت بومباستور في العديد من البطولات لصالح منتخب بلادها بدءًا من بطولة أمم أوروبا للسيدات 2001.
في يونيو 2013، اختارت بومباستور إنهاء مسيرتها بعد نهائي كأس فرنسا للسيدات. أصبحت مديرة أكاديمية أولمبيك ليون للسيدات بعد التقاعد. في أبريل 2021، تولت إدارة الفريق الأول لنادي ليون، حيث أدارته لأربعة مواسم. انتقلت بعدها لتدريب نادي تشيلسي الإنجليزي، الذي حققت معه الثلاثية المحلية في موسمها الأول في عام 2024.

## مسيرتها المبكرة
وُلدت بومباستور في بلوا، لوار إيه شير، ينحدر والداها من أصل برتغالي، من بوفوا دي فارزيم، ولا يزال معظم أفراد عائلتها يعيشون في المنطقة. وأنها تزور بوفوا كلما سنحت لها الفرصة. انجذبت إلى كرة القدم بفضل والدها، الذي كان حكمًا. اصطحبها إلى العديد من المباريات التي كان يُحكمها في عطلات نهاية الأسبوع، وسرعان ما انجذبت بومباستور إلى اللعبة وبدأت لعب كرة القدم في سن مبكرة.
بدأت كليرفونتين مسيرتها الكروية عام 1988 في نادي يو إس مير، وهو نادٍ محلي مقره في بلدية مير، انضمت إلى يو إس ثوري في عام 1992، تم اختيارها للانضمام إلى فريق نسائي، وحصلت على تصريح بالتدريب في أكاديمية كليرفونتين من الاتحاد الفرنسي لكرة القدم. سرعان ما أصبحت الأكاديمية منشأة تدريب رفيعة المستوى للاعبي كرة القدم الذكور، وكان مشجعو كرة القدم النسائية يرغبون في أن تحصل الشابات على نفس المزايا التي يحصل عليها الشباب من المرافق. بعد التدريب المهني في كليرفونتين، انتقلت بومباستور إلى فريق الهواة تورز إي سي. أمضت أربع سنوات في النادي قبل أن تنضم إلى نادي فيندي لا روش سور يون من الدرجة الأولى للسيدات عام 2000.

### المسيرة الاحترافية
بدأت بومباستور مسيرتها الاحترافية مع نادي فيندي لا روش سور يون وسجلت سبعة أهداف خلال عامين مع النادي قبل أن تنتقل إلى مونبلييه عام 2002، تألقت بومباستور مع مونبلييه وسجلت 38 هدفًا خلال أربعة مواسم، وساهمت في فوز النادي بلقبي الدوري عامي 2004 و2005، بالإضافة إلى كأس فرنسا للسديات عام 2006. وفي موسم 2005-06، وصلت مونبلييه أيضًا إلى نصف نهائي كأس الاتحاد الأوروبي للسيدات.
كان ليون الوجهة التالية لبومباستور، التي انضمت إليها في صيف عام 2006. وأصبحت جزءًا مهمًا من الفريق الذي فاز بلقبين متتاليين في الدوري في 2006-2007 و2007-2008، وفازت أيضًا بتحدي فرنسا في عام 2008 محققة ثنائية محلية. منحها هذا ستة ألقاب في غضون أربع سنوات، مساوية لزميلتيها في الفريق كاميل أبيلي وإيلودي ثوميس، اللتين كانتا أيضًا جزءًا من نفس فريق مونبلييه الذي لعبت له بومباستور سابقًا. في 24 سبتمبر 2008، تم اختيار بومباستور للانضمام إلى دوري كرة القدم النسائي في الولايات المتحدة، كرة القدم المحترفة للسيدات، بعد أن اختارتها واشنطن فريدوم كلاعبة أمريكية في مسودة الدولية لعام 2008. كما اختارت فريدوم زميلتها في فريق ليون لويزا نسيب. في موسم كرة القدم النسائية الاحترافية لعام 2009، شاركت بومباستور في 19 مباراة وسجلت أربعة أهداف وست تمريرات حاسمة. أُدرجت ضمن فريق نجوم الدوري في كلٍّ من موسميها مع واشنطن فريدوم. بعد انتهاء الموسم، عادت إلى فرنسا على سبيل الإعارة إلى باريس سان جيرمان، حيث سجلت عشرة أهداف في 13 مباراة بالدوري. في عام 2010، أكدت بومباستور عودتها إلى ليون قبل موسم 2010-2011، حيث التقت مجددًا بمدرب مونبلييه السابق باتريس لير.
في أول موسم لها بعد عودتها، قادت بومباستور فريق ليون إلى لقب الدوري الفرنسي، كما فازت بأول لقب في دوري أبطال أوروبا للسيدات 2010–11 في نهائي دوري أبطال أوروبا للسيدات 2011، حيث تغلب على فريق توربينه بوتسدام الألماني بنتيجة 2-0 في النهائي على ملعب كرافن كوتيج. كانت بومباستور في قلب فريق ليون الناجح للغاية الذي كرر نجاحاته في الدوري ودوري أبطال أوروبا في الموسم 2011–12، تغلبوا على فرانكفورت في نهائي دوري أبطال أوروبا للسيدات 2012، بنتيجة 2-0 أمام أكثر من 50 ألف مشجع في الملعب الأولمبي في ميونيخ، وأضاف أيضًا كأس فرنسا في نهائي كأس فرنسا للسيدات 2012 ليكمل أول ثلاثية في تاريخ ليون. وهو ما ادعى الاتحاد الأوروبي لكرة القدم أنه رقم قياسي أوروبي لكرة القدم النسائية.
قادت بومباستور ليون مرة أخرى إلى لقب دوري الدرجة الأولى للسيدات في موسم 2012-2013، لكن فريقها هُزم بنتيجة 1-0 أمام نادي فولفسبورغ للسيدات في نهائي دوري أبطال أوروبا للسيدات 2013. في يونيو 2013، أعلنت المدافعة اعتزالها كرة القدم بعد نهائي كأس فرنسا للسيدات 2013 ضد سانت إتيان في ذلك الشهر. وقالت: "رأيتُ أن الوقت مناسب (للتوقف)". وأضافت: "على صعيد مسيرتي المهنية وسجلي الحافل، فزتُ بكل ما أستطيع. كامرأة، لديّ أهداف أخرى مثل تكوين أسرة". على مدار المواسم الثلاثة من فترتها الثانية مع ليون، شاركت بومباستور في 94 مباراة، وسجلت تسعة أهداف، وحصدت سبعة ألقاب، ورسخت مكانتها كواحدة من أفضل لاعبات العالم في جيلها.

## مسيرتها الدولية
ظهرت بومباستور لأول مرة مع منتخب فرنسا في 26 فبراير 2000 في مباراة ضد منتخب اسكتلندا. وكانت ضمن المنتخبات المشاركة في بطولة أمم أوروبا للسيدات 2001 (أول بطولة لها مع فرنسا)، وبطولة أمم أوروبا للسيدات 2005، وبطولة أمم أوروبا للسيدات 2009. كما مثلت فرنسا في كأس العالم للسيدات 2003 وكأس العالم للسيدات 2011. قدمت بومباستور أداءً قويًا في نسخة 2011، حيث احتلت فرنسا المركز الرابع، مما أدى إلى اختيارها ضمن فريق النجوم في البطولة الذي اختاره الاتحاد الدولي لكرة القدم. في 27 سبتمبر 2008، خاضت بومباستور مباراتها الدولية رقم 100 في مباراة حاسمة ضمن تصفيات بطولة أمم أوروبا للسيدات 2009 ضد منتخب آيسلندا لكرة القدم للسيدات، والتي فازت بها فرنسا 2-1. أنهت مسيرتها الدولية بـ 156 مباراة و19 هدفًا باسمها، مما يجعلها ثامن أكثر لاعبة مشاركة مع منتخب فرنسا على الإطلاق (اعتبارًا من فبراير 2025).

## مسيرتها الندريبية

### نادي ليون
بعد اعتزالها كرة القدم عام 2013، انتقلت بومباستور إلى مجال التدريب في أكاديمية ليون. ودربت في أكاديمية النادي لمدة ثماني سنوات. في أبريل 2021، أعلن نادي ليون الفرنسي تعيين سونيا بومباستور البالغة من العمر 40 عاما، منصب جان لوك فاسور على رأس أقوى فريق نسائي في أوروبا، لتصبح أول امرأة تقود الفريق الفائز بلقب الدوري الفرنسي للسيدات 14 مرة. وبعد إقالة فاسور بعد انتهاء سيطرة ليون على لقب أبطال أوروبا التي استمرت لخمس سنوات على يد باريس سان جيرمان في الدور ربع النهائي في دوري أبطال أوروبا للسيدات 2020–21، وخلال موسم 2021-22، وهو أول موسم تشرف فيه على الفريق لكامل الموسم، قادت ليون إلى لقبين دوري الفرنسي للدرجة الأولى ودوري أبطال أوروبا للسيدات. وبفوز فريقها على نادي برشلونة للسيدات في نهائي دوري أبطال أوروبا للسيدات 2022 بنتيجة 3-1، أصبحت بومباستور أول من يفوز بالبطولة الأوروبية الكبرى كلاعبة ومدربة.
فازت بومباستور بثلاثة ألقاب متتالية في دوري الفرنسي للدرجة الأولى من دوري 2021-22، وثلاثة ومواسم على التوالي. في دوري أبطال أوروبا للسيدات 2022–23، وصل فريق ليون بقيادة بومباستور إلى ربع النهائي، حيث خسر بنتيجة 3-2 في مجموع المباراتين أمام نادي تشيلسي للسيدات. في العام التالي في دوري أبطال أوروبا للسيدات 2023–24، قادتهم إلى نهائي المسابقة للمرة الثانية، لكن خسر ليون هذه المرة أمام برشلونة بنتيجة 2-0. وبذلك حققت بومباستور سبعة ألقاب خلال فترة عملها مع ليون.

### نادي تشيلسي
في 29 مايو 2024، عُيّنت بومباستور مديرةً فنية لفريق تشيلسي، بعقدٍ مدته أربع سنوات. وحلّت محلّ إيما هايز، التي تولّت المسؤولية لمدة 12 عامًا.
وأدارت أول مباراة لها مع تشيلسي في 20 سبتمبر 2024 بفوز 1-0 على أستون فيلا. في 12 أكتوبر 2024، قادت تشيلسي إلى أول فوز للنادي على الإطلاق في ملعب الإمارات وأول فوز للنادي خارج أرضه منذ عام 2020 أمام أرسنال بنتيجة 2-1، في 16 نوفمبر 2024، فاز تشيلسي على مانشستر سيتي 2-0 ليتصدر جدول ترتيب الدوري الإنجليزي الممتاز للسيدات بعد فوزه بكل مبارياته السبع في الدوري تحت قيادة بومباستور (عشرة انتصارات من أصل عشر مباريات في جميع المسابقات). كانت هذه أفضل بداية على الإطلاق لأي مدرب في تاريخ الدوري الممتد لأربعة عشر عامًا.
في 15 مارس 2025، فازت بومباستور بأول لقب لها مع تشيلسي بعد فوزها على مانشستر سيتي للسيدات بنتيجة 2-1 في برايد بارك في نهائي كأس رابطة الدوري الإنجليزي للسيدات 2025. وكان هذا أول فوز للنادي في البطولة منذ عام 2021 بعد خسارته النهائيات الثلاث السابقة على التوالي. وبذلك أصبحت أول مديرة فنية تفوز بلقب دوري السوبر للسيدات في موسمها الأول كمسؤولة بعد لورا هارفي.
بعد إنهاء دوري السوبر للسيدات في ستامفورد بريدج بفوز الفريق بهدف دون مقابل على نادي ليفربول للسيدات، بهذا قادت بومباستور تشيلسي ليصبح أول فريق في تاريخ المسابقة ينهي موسمًا من 22 مباراة دون هزيمة مع تسجيل رقم قياسي جديد بلغ 60 نقطة وهو أفضل مجموع نقاط على الإطلاق لفريق واحد في تاريخ المسابقة. في 18 مايو 2025، تغلب تشيلسي على مانشستر يونايتد للسيدات بنتيجة 3-0 في نهائي كأس الاتحاد الإنجليزي للسيدات 2025 أمام حشد من 74,412 متفرجًا في ملعب ويمبلي ليحقق ثلاثية محلية تاريخية دون هزيمة. وبذلك، أصبح تشيلسي أول فريق نسائي إنجليزي منذ أرسنال في 2000-01 يفوز بالثلاثية المحلية دون هزيمة، هي ثالث مدربة فقط تفوز بالثلاثية المحلية في عصر الدوري الإنجليزي الممتاز للسيدات بعد لورا هارفي مع أرسنال في عام 2011 وإيما هايز مع تشيلسي في عام 2021.

## حياتها الشخصية
في فبراير 2025، أعلنت بومباستور ومساعدتها كاميل أبيلي أنهما على علاقة لمدة 13 عامًا وأن لديهما أربعة أطفال معًا. كانت أبيلي مساعدة مدرب ليون قبل تولي بومباستور مسؤولية النادي، وكانت مساعدة بومباستور في كل من ليون وتشيلسي.

## الإنجازات

### لاعبة
مونبلييه
- الدرجة الأولى للسيدات: 2003–04، 2004–05
- كأس فرنسا للسيدات: 2005–06

ليون
- الدرجة الأولى للسيدات 2006–07، 2007–08، 2008–09، 2010–11، 2011–12، 2012–13
- كأس فرنسا للسيدات: 2007-08، 2011-12، 2012-13
- دوري أبطال أوروبا للسيدات: 2010-11، 2011-12

فرنسا
- كأس قبرص: 2012

فردي
- أفضل لاعبة في الاتحاد الوطني للاعبي كرة القدم المحترفين: 2003-2004، 2007-2008
- لاعبة الشهر في دوري المحترفات لكرة القدم : مايو 2009
- نجمات دوري المحترفات لكرة القدم: 2009، 2010
- فريق كل النجوم لكأس العالم للسيدات: 2011

### مديرة فنية
ليون
- الدرجة الأولى للسيدات: 2021–22، 2022–23، 2023–24
- كأس فرنسا للسيدات: 2022–23
- كأس الأبطال: 2022، 2023
- دوري أبطال أوروبا للسيدات: 2021–22

تشيلسي
- دوري السوبر للسيدات: 2024–25
- كأس الاتحاد الإنجليزي للسيدات: 2024–25
- كأس دوري الاتحاد الإنجليزي للسيدات: 2024–25

فردي
- دوري السوبر للسيدات مدرب الشهر: سبتمبر 2024، نوفمبر 2024، يناير 2025

### أخرى
الأوسمة
- وسام الاستحقاق الوطني برتبة فارس: 2014